# Xã Rolling Green, Quận Martin, Minnesota
Xã Rolling Green (tiếng Anh: Rolling Green Township) là một xã thuộc quận Martin, tiểu bang Minnesota, Hoa Kỳ. Năm 2010, dân số của xã này là 266 người.